# Фернандіна (острів)
Фернандіна (ісп. Fernandina; колишня назва — Нарборо (грец. Narborough), на честь контрадмірала Джона Нарборо) — третій за розміром та наймолодший за геологічним віком острів Галапагоського архіпелагу. 

## Геологія

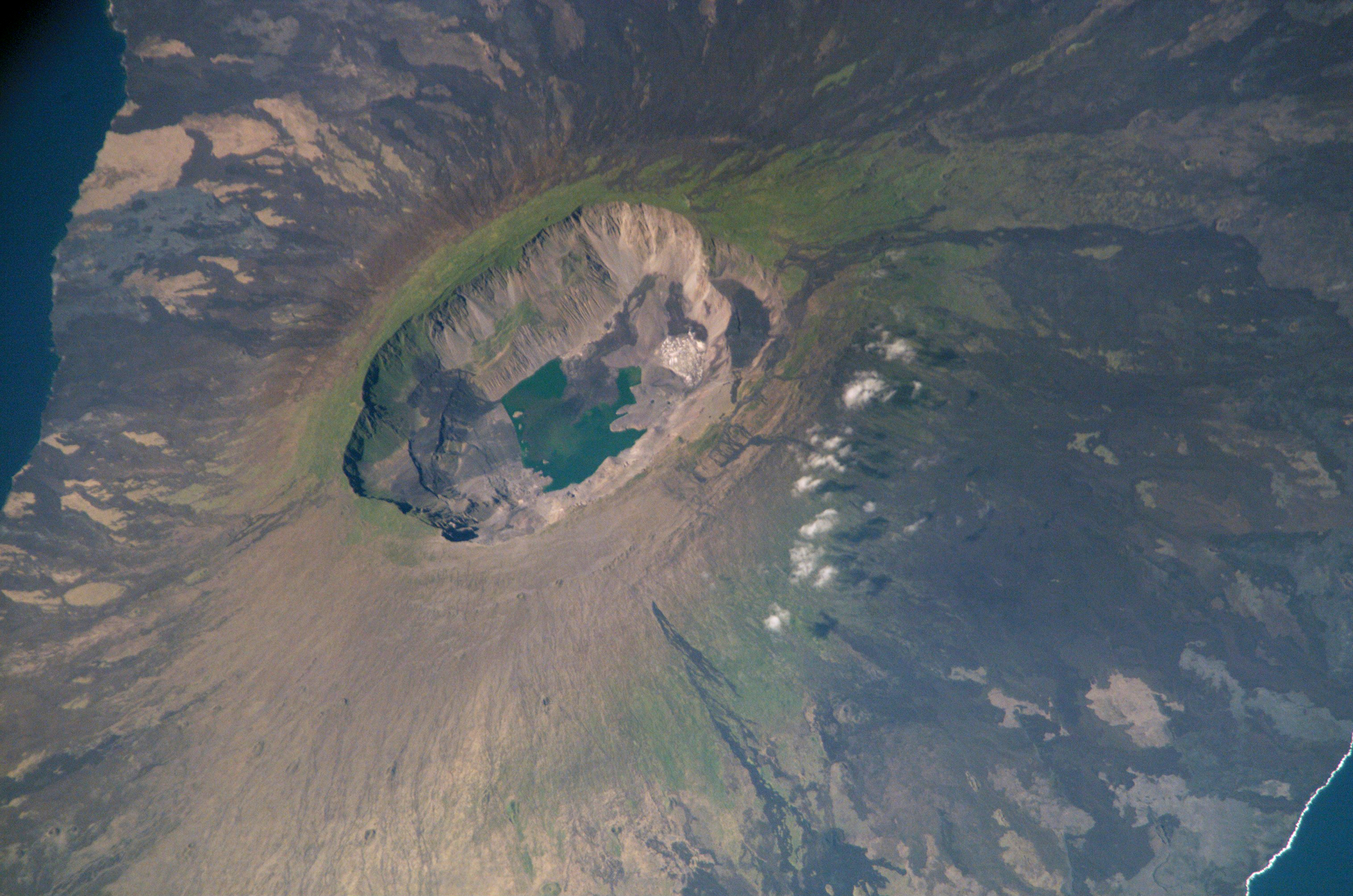
Кальдера вулкана Ла-Кумбре з космосу, червень 2002 року.

Острів являє собою щитовий вулкан, сформований під дією Галапагоської гарячої точки. Останнє виверження цього вулкана відбулося 13 травня 2005 року. Острів відносно симетричний, із головним вулканом (Ла-Кумбре, La Cumbre) в центрі, проте на його південному краю знаходиться вториний кратер вулкана. Фернандіна — найзахідніший острів архіпелагу, названий на ім'я короля Фердинанда Арагонського, який підтримав експедицію Колумба.
Останнє виверження вулкана відбулося 14 лютого 1825 року та було описано капітаном Бенджаміном Моррелем, корабель якого знаходився у той момент в затоці Банкс острова.
Острів Фернандіна має площу 642 км², максимальну висоту 1 476 м та розмір кальдери в центрі близько 6,5 км. Кальдера утворилася в результаті обвалення поверхні в 1968 році, коли центральна частина кальдери впала на 350 м. Час від часу на її підлозі утворюється тимчасове озеро, останнього разу в 1988 році. Відвідувачі острова не допускаються до кальдери через небезпечність такої подорожі.

## Природа
Через недавню вулканічну активність на острові існує небагато рослинності, його поверхня загалом сіра, за винятком мангрових зарощів на узбережжі. На півострові Пунта-Еспіноса (Punta Espinoza) мешкає велике число морських ігуан. Також тут зустрічаються нелітаючі баклани, галапагоські пінгвіни, пелікани і морські леви.
17 лютого 2019 року на острові виявили самку галапагоських черепах виду Chelonoidis phantasticus. Цей вид понад 100 років вважався вимерлим, коли його востаннє бачили 1906 року.